# Lubeník
Lubeník és un poble i municipi d'Eslovàquia que es troba a la regió de Banská Bystrica.

## Història
La primera menció escrita de la vila es remunta al 1427.

## Demografia
| Godina             | 1994 | 2004   | 2014  | 2024   |
| ------------------ | ---- | ------ | ----- | ------ |
| Nombre de persones | 1244 | 1280   | 1312  | 1254   |
| Diferència         |      | +2,89% | +2,5% | −4,42% |

| Godina             | 2023 | 2024   |
| ------------------ | ---- | ------ |
| Nombre de persones | 1265 | 1254   |
| Diferència         |      | −0,86% |